# Montenegros herrlandslag i fotboll
Montenegros herrlandslag i fotboll blev fullvärdig medlem i Uefa den 26 januari 2007  och i Fifa den 31 maj 2007. Kvalet till VM 2010 i Sydafrika var den första turnering laget deltog i.

## Historik och bildning
Montenegro blev en del av Jugoslavien 1918. Fotbollen i Montenegro organiserades först av Jugoslaviska fotbollsförbundet, vilket grundades 1919.
Montenegro var en av de mindre fotbollsstaterna i Jugoslavien. Några kända montenegriner som spelade för Jugoslaviens, Serbiens och Montenegros landslag var Dragoljub Brnović, Dejan Savićević, Milos Zaravic och Predrag Mijatović. Det mest framgångsrika montenegrinska fotbollslaget genom tiderna är FK Budućnost Podgorica (tidigare Buducnost Titograd). Det var det enda montenegrinska laget i den jugoslaviska ligan innan Slovenien, Bosnien och Hercegovina, Kroatien och Makedonien frigjorde sig från Jugoslavien i början av 1990-talet. 
Till följd av Montenegros självständighet från Serbien och Montenegro, tog Serbien över deras plats i kvalet till EM 2008. Uefa hade uppgett att de skulle vara villiga att inkludera även Montenegro, så länge som Fifa hade ratificerat ett separat montenegrinskt fotbollsförbund innan kvalet började i september 2006, vilket inte hände. I oktober 2006 beviljades Montenegro preliminärt medlemskap i Uefa uppföljt av fullt medlemskap i januari 2007. Montenegros första Fifa-rankning innebar en 199:e plats – den sista platsen på listan. Detta berodde på att de hade 0 poäng och att de ännu inte spelat sin första officiella landskamp när rankningen utarbetades. Före självständigheten 2006 hade man spelat vissa inofficiella matcher.

## Första landskampen
Montenegro spelade sin första officiella herrlandskamp i fotboll den 24 mars 2007 på Stadion Pod Goricom i Podgorica i Montenegro. Ungern stod för motståndet, matchen slutade 2–1 till Montenegro. Montenegros målskyttar var Mirko Vučinić och Igor Burzanović. Mirko Vučinić blev historisk då han i 65 spelminuten gjorde Montenegros första mål. Den 1 juni 2007 förlorade Montenegro med 0–2 mot Japan i en match i Saitama i Japan. Det var Montenegros första match utanför Europa, och likaså första match mot icke-europeiskt motstånd. 

## Stadion
Stadion Pod Goricom tar 15000 platser. Klubben FK Budućnost Podgorica har arenan som sin hemmaarena. Det är en av två arenor som UEFA har godkänt för internationella matcher i landet.

## Kvalhistoria

### EM-kval
Montenegro började sitt EM-Kval 2012 med tre raka segrar mot Wales, Schweiz och Bulgarien. Följt av oavgjord mot Bulgarien och England. Nästa match blev en förlust mot Wales följt av oavgjort mot England. Sista matchen mot Schweiz blev en förlust med 0–2.  Montenegro hamnade 2:a med 12p och var klar för playoff där man åkte ut mot Tjeckien efter förlust med 0–3. I kvalet till EM 2016 i Frankrike spelade Montenegro i grupp G med Ryssland, Österrike, Sverige, Liechtenstein och Moldavien. Båda matcherna mot Moldavien slutade med vinst. Mot Lieschtenstein borta blev det oavgjort men vinst på hemmaplan. Mot Sverige spelade man oavgjort hemma med förlorade borta med 1-3. Österrike förlorade man både borta och hemma i båda möten. Matchen mot Ryssland på bortaplan slutade i förlust. I matchen hemma tilldelades Ryssland segern med 3–0 efter att matchen avbrutits i den 67:e minuten på grund av våld från publiken och bråk mellan spelarna. Ställningen var 0–0 och Ryssland hade precis missat en straff innan tumult uppstod och matchen bröts. Detta var den andra fördröjningen av matchen efter att den ryska målvakten Igor Akinfeev fått en bengal i huvudet från montenegrinska supportrar i den första matchminuten, något som fördröjde matchen med 33 minuter. Som straff fick Montenegro spela nästa kvalmatch inför tomma läktare, och de montenegrinska och ryska fotbollsförbunden bötfälldes med 25 000 € vardera. Montenegro hamnade på fjärde plats i gruppen med elva poäng. Montenegros kval till EM 2020 slutade man sist med tre oavgjorda poäng. Poängen togs i båda matcherna mot Bulgarien samt hemma mot Kosovo.

### VM-kval
Montenegros första kval blev till VM i Sydafrika 2010. Man hamnade i grupp 8 med Italien, Irland, Bulgarien, Cypern och Georgien. Det blev en seger, sex oavgjorda och tre förluster. Den enda vinsten kom mot Georgien på hemmaplan. Oavgjort mot Georgien borta, Irland och Cypern i båda matcherna samt Bulgarien hemma. Mot Italien blev det ingen seger både hemma och borta. Förlust blev det även matchen borta i Bulgarien där Bulgarien vann med 4-1. Man hamnade näst sist i sin grupp med nio inspelade poäng. 
Montenegro började kvalet till VM 2014 med oavgjort mot Polen. Följt av seger mot San Marino med 6-0 och 3-0, Ukraina 1-0 och Moldavien 1-0. Man lyckades få oavgjort mot England och Polen 1-1 hemma, respektive borta. Man förlorade hemma mot Ukraina 0-4 samt borta mot England 1-4. I den sista matchen förlorade man Moldavien med 2-5 hemma. Montenegro hamnade på tredje plats i sin grupp. 
VM-kvalet 2018 slutade på en tredjeplats.

## Förbundskaptener
| Namn               | Period    |
| ------------------ | --------- |
| Zoran Filipović    | 2006–2009 |
| Zlatko Kranjčar    | 2010–2011 |
| Branko Brnović     | 2011–2015 |
| Ljubiša Tumbaković | 2016–2019 |
| Faruk Hadžibegić   | 2019–2021 |
| Miodrag Radulović  | 2021–     |